# Antonio Gerardi
Antonio Gerardi (Potenza, 8 marzo 1968) è un attore e conduttore radiofonico italiano.

## Biografia
Cresciuto ad Avigliano e diplomato in ragioneria, esordisce, all'età di tredici anni, come conduttore radiofonico a Radio Sud di Potenza, per poi approdare a Radionorba nel 1988. Nel 1993 viene ingaggiato da RTL 102.5, dove, con Tony Severo, presenta il programma Circo Tony e poi La Famiglia, assieme a Luca Viscardi e Jennifer Pressman. Nel 1996 passa a Radio Kiss Kiss, dove conduce la trasmissione pomeridiana Guaglione on air e, in seguito, A tutte le auto Kiss Kiss, assieme a Demo Mura. Nel 2003 diventa inviato del programma televisivo Le Iene. 
La carriera di attore inizia per caso, dopo una lite per un parcheggio nel rione romano Trastevere, a cui assiste, inaspettatamente, il regista Fabrizio Cattani che gli dice: «hai le carte giuste per fare l’attore. Voglio farti un provino». Così, nel 2007, esordisce nel film Il rabdomante, diretto da Cattani. Successivamente, ottiene ruoli in molte pellicole tra cui Questo piccolo grande amore (2009), Basilicata coast to coast (2010), Qualunquemente (2011) e Diaz - Don't Clean Up This Blood (2012). Per la televisione appare in  Romanzo criminale (2008/2010) nei panni de Il Sardo e nelle fiction La nuova squadra - Spaccanapoli (2011) e Paolo Borsellino - I 57 giorni (2012), rispettivamente nei ruoli del boss Michele Malinconico e del pentito Gaspare Mutolo. Nel 2010/2011 è la voce del cane Golia nel programma televisivo Focus Uno.
Nel 2015 è nel cast di 1992, nel ruolo di Antonio Di Pietro, partecipando anche ai sequel 1993 (2017) e 1994 (2019). Nel 2016 conduce su RTL 102.5 Miseria e nobiltà weekend, insieme a Sara Ventura e Rajae Bezzaz e, nello stesso anno, veste i panni dell'agente segreto Bruno Contrada in Boris Giuliano - Un poliziotto a Palermo. Nel 2017 prende parte alla fiction La porta rossa, in cui interpreta il vice-questore Stefano Rambelli. Nel 2019 è Alberigo Crocetta in Io sono Mia e affianca Matilda De Angelis nel film televisivo I ragazzi dello Zecchino d'Oro. Nel 2020 fonda una propria web radio, “Good Fellas Music Station”, che propone brani di genere soul, funk e R&B. Nello stesso anno è tra i protagonisti della serie televisiva Vivi e lascia vivere. Nel 2021 appare in Io sono Babbo Natale, ultimo film interpretato da Gigi Proietti. Nel 2023 ha il ruolo di Cosimo nel film L'ultima notte di Amore, per la regia di Andrea Di Stefano.

## Vita privata
Dal 2009 ha una relazione con Micaela da cui ha avuto quattro figli: Agostino, Gian Maria e le gemelle Emma e Maria Vittoria.

## Filmografia

### Cinema
- Il rabdomante, regia di Fabrizio Cattani (2007)
- L'ora di punta, regia di Vincenzo Marra (2007)
- Il passato è una terra straniera, regia di Daniele Vicari (2008)
- Questo piccolo grande amore, regia di Riccardo Donna (2009)
- Due vite per caso, regia di Alessandro Aronadio (2010)
- Tutto l'amore del mondo, regia di Riccardo Grandi (2010)
- 20 sigarette, regia di Aureliano Amadei (2010)
- Basilicata coast to coast, regia di Rocco Papaleo (2010)
- Qualunquemente, regia di Giulio Manfredonia (2011)
- Il paese delle spose infelici, regia di Pippo Mezzapesa (2011)
- Diaz - Don't Clean Up This Blood, regia di Daniele Vicari (2012)
- Gli equilibristi, regia di Ivano De Matteo (2012)
- Razzabastarda, regia di Alessandro Gassmann (2012)
- Tutti contro tutti, regia di Rolando Ravello (2013)
- Viva la libertà, regia di Roberto Andò (2013)
- Storie sospese, regia di Stefano Chiantini (2015)
- Io che amo solo te, regia di Marco Ponti (2015)
- Si accettano miracoli, regia di Alessandro Siani (2015)
- La cena di Natale, regia di Marco Ponti (2016)
- Tutto quello che vuoi, regia di Francesco Bruni (2017)
- La ragazza nella nebbia regia di Donato Carrisi (2017)
- Una vita spericolata, regia di Marco Ponti (2018)
- Io sono Mia, regia di Riccardo Donna (2019)
- La volta buona, regia di Vincenzo Marra (2020)
- Padrenostro, regia di Claudio Noce (2020)
- I predatori, regia di Pietro Castellitto (2020)
- L'ultimo Paradiso, regia di Rocco Ricciardulli (2021)
- Appunti di un venditore di donne, regia di Fabio Resinaro (2021)
- Io sono Babbo Natale, regia di Edoardo Falcone (2021)
- Quasi orfano, regia di Umberto Carteni (2022)
- Il primo giorno della mia vita, regia di Paolo Genovese (2023)
- L'ultima notte di Amore, regia di Andrea Di Stefano (2023)
- Il complottista, regia di Valerio Ferrara (2024)
- Fuori, regia di Mario Martone (2025)

### Televisione
- Romanzo criminale - La serie, regia di Stefano Sollima - serie TV (2008-2010)
- Crimini, registi vari - serie TV, episodio 2x06 (2010)
- Squadra antimafia - Palermo oggi - regia di Beniamino Catena - serie TV, episodio 2x05 (2010)
- La nuova squadra, regia di Francesco Miccichè - serie TV (2011)
- Paolo Borsellino - I 57 giorni, regia di Alberto Negrin - film TV (2012)
- 1992, regia di Giuseppe Gagliardi - serie TV (2015)
- Non uccidere, regia di Giuseppe Gagliardi - serie TV, episodio 1x05 (2015)
- Sotto copertura - La cattura di Iovine, regia di Giulio Manfredonia – serie TV (2015)
- Il sistema, regia di Carmine Elia - miniserie TV (2016)
- Boris Giuliano - Un poliziotto a Palermo, regia di Ricky Tognazzi - miniserie TV (2016)
- Non dirlo al mio capo, regia di Giulio Manfredonia - serie TV (2016)
- La porta rossa, regia di Carmine Elia - serie TV (2017-2019)
- 1993, regia di Giuseppe Gagliardi - serie TV (2017)
- Sotto copertura - La cattura di Zagaria, regia di Giulio Manfredonia - serie TV (2017)
- Non dirlo al mio capo 2, regia di Giulio Manfredonia - serie TV (2018)
- Imma Tataranni - Sostituto procuratore, regia di Francesco Amato - serie TV, 5 episodi (2019)
- 1994, regia di Giuseppe Gagliardi - serie TV, 4 episodi (2019)
- I ragazzi dello Zecchino d'Oro, regia di Ambrogio Lo Giudice - serie TV (2019)
- Vivi e lascia vivere, regia di Pappi Corsicato - serie TV (2020)
- La fuggitiva, regia di Carlo Carlei – miniserie TV, tre puntate, numero 4, 7 e 8 (2021)
- Bang Bang Baby, regia di Michele Alhaique - serie Prime Video (2022)
- Sopravvissuti, regia di Carmine Elia – serie TV, episodio 1x09 (2022)
- I leoni di Sicilia, regia di Paolo Genovese - serie TV, 4 episodi (2023)
- Noi siamo leggenda, regia di Carmine Elia - serie TV (2023)
- Avetrana - Qui non è Hollywood, regia di Pippo Mezzapesa – miniserie TV, puntate 2-4 (2024)
- Belcanto, regia di Carmine Elia – serie TV (2025)
- Sara - La donna nell’ombra – serie TV, regia di Carmine Elia, 4 episodi (2025)

## Programmi televisivi
- Le Iene (Italia 1, 2003-2004)
- Focus Uno (Italia 1, 2010-2011)

## Premi e riconoscimenti
- Premio Vincenzo Crocitti come "Miglior attore cine-serie TV in carriera" (2017).[6]
- Paul Harris Fellow dal Rotary International (2019).[7]
- Ciak d'oro, candidato a "Migliore attore non protagonista" con L'ultimo Paradiso (2021).
- Matera Film Festival, "Premio attore dell’anno" (2023).[8]